# Scudderia ungulata
Scudderia ungulata är en insektsart som beskrevs av Scudder, S.H. 1898. Scudderia ungulata ingår i släktet Scudderia och familjen vårtbitare. Inga underarter finns listade i Catalogue of Life.